# David Rogerson Williams

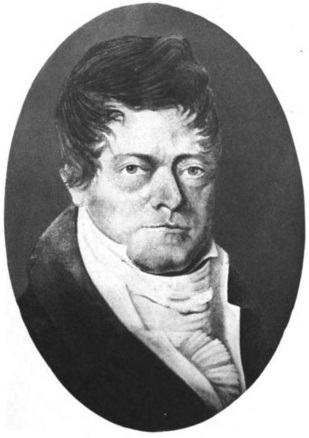
David Rogerson Williams

David Rogerson Williams (* 8. März 1776 in Robbins Neck, Darlington County, Province of South Carolina; † 17. November 1830 in Witherspoon’s Ferry, South Carolina) war ein US-amerikanischer Politiker und von 1814 bis 1816 Gouverneur des Bundesstaates South Carolina.

## Frühe Jahre und politischer Aufstieg
David Williams besuchte das Rhode Island College in Providence. Nach einem anschließenden Jurastudium wurde er 1797 in South Carolina als Rechtsanwalt zugelassen. Zwischen 1797 und 1800 praktizierte er als Anwalt in Providence. Nach seiner Rückkehr nach South Carolina gab er zwischen 1801 und 1803 in Charleston die wöchentlich erscheinende Zeitung „City Gazette“ heraus. Seit 1803 widmete er sich der Baumwollproduktion. Bis zu seinem Tod war er, neben seiner politischen Tätigkeit, ein erfolgreicher Baumwollpflanzer. Darüber hinaus war er an vielen Geschäften, die mit diesem Produkt zusammenhingen, beteiligt.
Seine politische Karriere begann im Jahr 1805, als er in das US-Repräsentantenhaus in Washington, D.C. gewählt wurde. Dort blieb er zunächst bis 1809, zwischen 1811 und 1813 war er noch einmal Mitglied dieses Hauses. Als Anhänger des Krieges von 1812 nahm er aktiv als Brigadegeneral am Krieg teil. Seine Aufgabe war es, die Atlantikküste vor englischen Angriffen zu sichern und zu schützen. Im Jahr 1814 trat er aus persönlichen Gründen von diesem Posten zurück. Ende dieses Jahres 1814 wurde er als Mitglied der Demokratisch-Republikanischen Partei von den Abgeordneten des Parlaments von South Carolina zum neuen Gouverneur dieses Staates gewählt.

## Gouverneur von South Carolina
David Williams trat sein neues Amt am 1. Dezember 1814 an und behielt es entsprechend der Verfassung für genau zwei Jahre bis zum 1. Dezember 1816. In diese Zeit fällt der Frieden von Gent, der den Krieg von 1812 beendete. Damit endete auch die Kriegsteilnahme der Nationalgarde von South Carolina. Der Krieg selbst hatte in South Carolina, wegen der gestiegenen Baumwollpreise, zu einem Boom der Baumwollindustrie geführt. Überall im Land entstanden neue Baumwollspinnereien und die Baumwollplantagenbesitzer, unter ihnen auch Gouverneur Williams, erlebten einen bis dahin einmaligen Aufschwung. Aus heutiger Sicht war die Kehrseite dieser Entwicklung die Verschärfung der Sklaverei, ohne die eine solche Produktionssteigerung nicht möglich gewesen wäre.
Entsprechend der Verfassung durfte Williams nach Ablauf seiner zweijährigen Amtszeit nicht unmittelbar wiedergewählt werden. Aus diesem Grund schied er nach zwei Jahren aus dem Amt aus. In den folgenden Jahren widmete er sich wieder seiner Baumwollplantage und den damit verbundenen Geschäften. Von 1824 bis 1830 saß er im Senat von South Carolina. David Williams starb im November 1830 bei einem Unfall, der sich bei der Inspektion einer Brückenbaustelle ereignete. Williams war zweimal verheiratet und hatte insgesamt zwei Kinder.